# Vi vil skilles
Vi vil skilles är en norsk svartvit dramafilm från 1952 i regi av Nils R. Müller. Filmen handlar om ett ungt par på väg att skiljas och i huvudrollerna ses Randi Kolstad och Espen Skjønberg.

## Handling
Ola och Bitten gifter sig efter en blixtförälskelse. De skaffar hus tillsammans, men huset är dyrare än de har råd med. När Bittens mor uppmanar Ola att förse huset med möbler blir det riktigt illa och det ekonomiska ansvaret tynger honom. Bitten å andra sidan förstod inte vad allt husarbete skulle innebära och hennes romantiska föreställningar om äktenskapet börjar krackelera. Paret får en son, Morten, som genast övertar allt fokus i familjen. Bitten går upp i föräldrarollen så pass att hon fullständigt glömmer bort Ola.

## Rollista
- Randi Kolstad – Bitten Dahl
- Espen Skjønberg – Ola Berg
- Elisabeth Bang
- Finn Bernhoft – flyttkarlen
- Carl Hultman – mäklaren
- Gaselle Müller – Bente
- Morten Müller – Morten
- Lydia Opøien – fru Dahl
- Paal Rocky – André
- Per Skift – Leif
- Kirsten Sørlie – fru Skau

## Om filmen
Filmen var regissören Nils R. Müllers fjärde filmregi efter På kant med samhället (1946), Svendsen går videre (1949) och Vad vore livet utan dig (1951). Den producerades av bolaget NRM-Film AS med Finn Carlsby som produktionsledare. Manuset skrevs av Müller tillsammans med hustrun Gaselle Müller, som även hade en roll i filmen. Fotograf var Sverre Bergli. Musiken komponerades av Edvard Fliflet Bræin och Egil Monn-Iversen.
Vi vil skilles hade premiär den 26 september 1952 i Norge. Den hade dansk premiär den 4 maj 1953 med samma titel.